# 제로 펑추에이션
《제로 펑추에이션》(Zero Punctuation)은 게임언론인, 소설가 벤 크로쇼가 제작하는 게임평론 동영상 시리즈다. 2007년부터 웹진 《디 이스케이피스트》에 매주 연재하여 현재까지 500편 이상이 연재되었다. 각 연재분 분량은 대략 5-6분 사이로, "쉼표 없는"이라는 시리즈 제목처럼 매우 빠르게 진행된다.